# Rhipsalis baccifera
Rhipsalis baccifera là một loài thực vật có hoa trong họ Cactaceae. Loài này được (J.S.Muell.) Stearn miêu tả khoa học đầu tiên.

## Hình ảnh

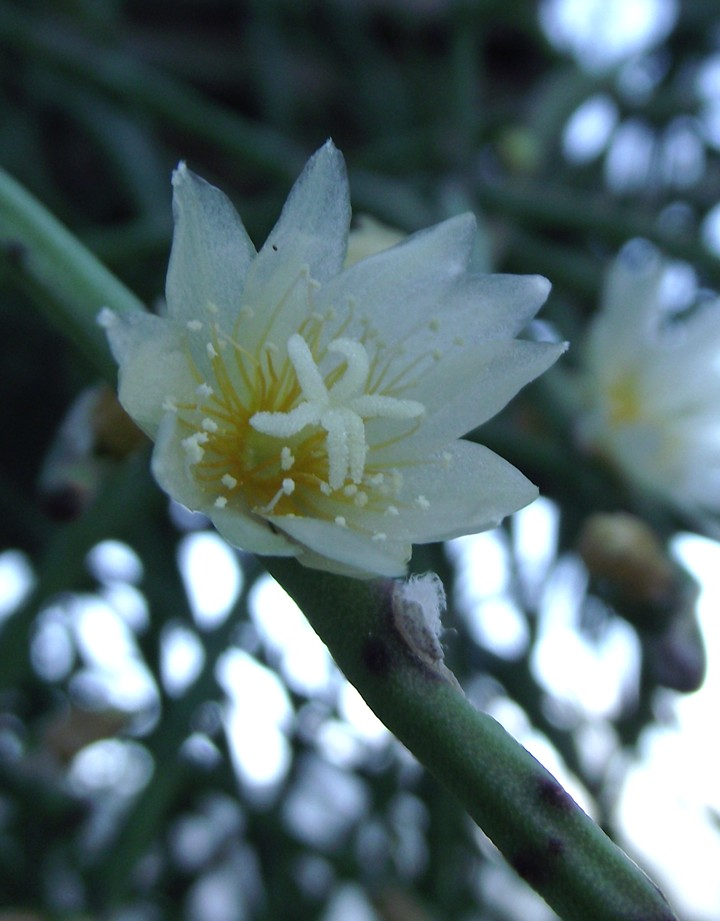
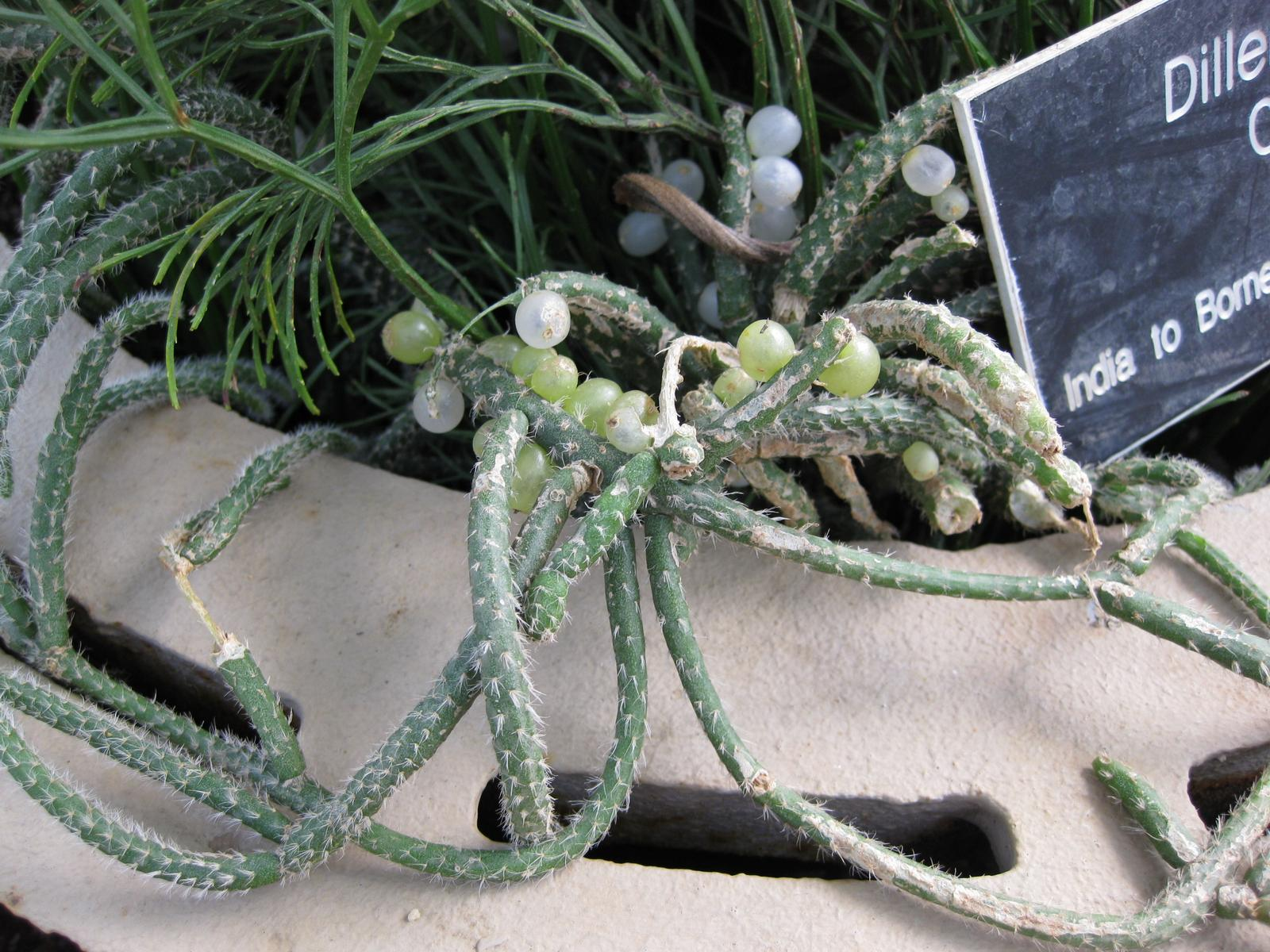
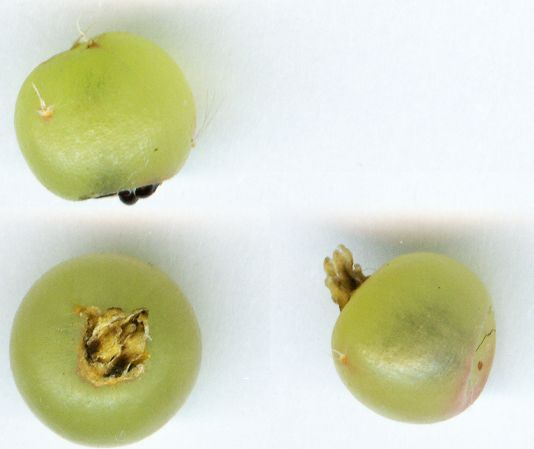
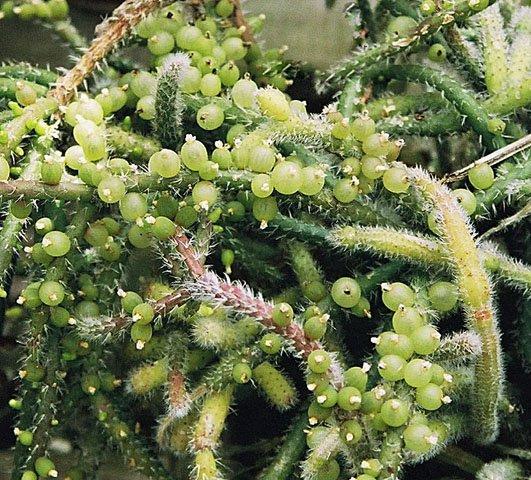